# 马基埃亚尔的传说
《马基埃亚尔的传说》 （简称ToME4）是一个由Nicolas Casalini（DarkGod）开发的开源的Roguelike电子游戏，并由Assen Kanev（Rexorcorum）与Raymond Gaustadnes（Shockbolt）操刀美工。它以Casalini早期制作的游戏Tales of Middle Earth为基础 ，后者则以Angband为基础。ToME 4的开发始于2009年，最早的正式版本发行于2012年。
马基埃亚尔的传说遵循GNU GPL 3许可证，在Microsoft Windows、Mac OS X以及Linux下均可免费下载运行。 。同时，通过Steam或GOG亦可购买。

## 游戏性
马基埃亚尔的传说是一款可定制界面、同时结合传统Roguelike快捷键与鼠标操作的地牢爬行类游戏。 与许多古老的Roguelike游戏不同，马基埃亚尔的传说使用全彩画面，几乎可完全用鼠标操作，并且玩家可通过不同的途径（如角色升级）获得额外的生命，而非永久死亡。
马基埃亚尔的传说着力于充满策略的回合制战斗，以及自由的角色培养。游戏的发展很大程度上取决于玩家的决策与游戏水平。游戏开始前，玩家要在9个种族和25个职业（允许使用插件拓展）中分别选择一个。一开始，并非所有种族与职业都可使用，有些必须要在游戏进程中解锁，或借由捐赠、购买等方式解锁
玩家要在游戏中探索埃亚尔（Eyal）——一个充满传说、地牢与敌人的世界。游戏流程是非线性的，取决于玩家的计划和抉择，以及战斗技巧。

## 开发
游戏引擎T引擎（T-Engne）使用C语言编写，并为基于网格的游戏提供了Lua
语言的框架。该引擎支持诸多OpenGL特性，如粒子效果与着色器。2011年与2012年，T引擎被用于在七日Roguelike竞赛（Seven Day Roguelike Challenge）上开发游戏。 
马基埃亚尔的传说亦可通过插件系统，获取新的图像、界面、游戏内容，或调整游戏平衡性。

## 在线支持
玩家可于在线服务器注册个人账户，存储个人角色、成就和得分信息，同时还能查看最常用的种族/职业选项、胜利次数等。服务器还提供在线聊天系统。

## 评价
马基埃亚尔的传说在2010、11 、12年获评ASCII Dreams Roguelike of the Year（2012年有超过5000名Roguelike玩家参与了投票）。该游戏也被收入了Valve的Steam商店。
对马基埃亚尔的传说的评论大多是正面的，集中于其易上手性、图像、用户界面、故事背景以及多样的玩法。美国玩家称其为“最优秀的Roguelike游戏之一”。